# 桐島洋子
桐島 洋子（きりしま ようこ、1937年7月6日 - ）は、日本のエッセイスト、ノンフィクション作家。長女はモデル・元歌手・女優の桐島かれん、次女はエッセイストの桐島ノエル、長男は写真家の桐島ローランド。スペイン語通訳者の大瀬瓊子は母方の従姉妹。
一時期、経済学者の青木昌彦と事実婚関係にあった。その奔放な生き方から元祖翔んでる女と呼ばれ、同語が1970年代に流行語になった。

## 人物・来歴
東京生まれ。父は三菱財閥に勤務していたが、元来は画家志望で、やはり三菱の重役だった祖父の命令で東京帝国大学（現・東京大学）経済学部を卒業し跡継ぎになった。教養ある文化人だった父から様々なことを教わった。母は医師の娘で父に見初められ結婚するが、財界人の娘を嫁にと考えていた姑に気に入られず苦労する。桐島のHPで父母の日記等から、桐島家の歴史についての連載をした。
祖父の死後、父は三菱を退職し上海に渡って新聞社を経営することになり、家族も同行した。1945年、敗戦の半年前に一家で日本に戻る。戦後父は病に倒れ定職に就けず、母が保険の外交員で生活費を捻出する（この頃のことを「林檎の木の下で」にて、母の不在の間兄も同様に家事を任されていたにもかかわらず「洗濯機もなく、冬は冷たい風呂場で洗濯物を手洗いし辛くみじめな気持ちになった」と追憶している）家財を売り続ける生活をし、神奈川県葉山で育つ。
清泉女学院中学、都立駒場高校卒業。高校卒業後、文藝春秋新社（後の、文藝春秋社）に入社。1957年、20歳で雑誌『文藝春秋』の記者となる。
1962年、ダイビングで知り合った26歳年上のスコットランド系アメリカ人の退役海軍中佐（世界最深潜水記録を記録したこともある、ダイバーの草分けだった）と熱愛関係となる。相手は婚姻中で妻があったが妊娠し、1964年に「未婚の母」として、長女・かれんを産む。なお、編集の仕事をやめたくなかったので、いつも大きなブラウスを着て出勤して職場には妊娠を隠し、最後の2か月は病気休暇をとって出産し、その後1週間で職場に復帰した。かれんは、千葉の知り合いの未亡人に預けた。
翌1965年、次女ノエルを身ごもり、やはり長期休暇を取って会社には内緒で産むつもりが、業務多忙のため適わず、退社してフリーのライターとなる。なお、「出産休暇」のために予定していた2か月のヨーロッパ旅行にはそのまま出かけ、「船上出産は医療費がかからない」ため、マルセイユから帰国の船にのり、到着直前のクリスマスの朝にノエルを出産。ノエルはすぐに、かれんと同様に未亡人に預けた。
1967年、愛人がベトナム行きの船の船長になったため同乗し、戦争下のベトナムに赴く。書類を偽造してプレス・パスを入手し、「従軍記者」として戦地を取材。帰国後の1968年に、ベトナムでみごもっていた長男・ローランドを出産。ローランドは愛育病院に託す。
1968年、愛人は、最初の妻と離婚後、別の女性と結婚した。愛人との関係を清算するためもあり、ローランド出産後すぐ、かれんのみを連れてアメリカへ。かれんは東海岸の保育所に預け、単身アメリカを放浪し様々な職業につく。ロスアンゼルスで新しい恋人ができた為、子どもたちを呼び寄せ、「万が一の場合の子供たちへの遺書」的な意味もこめて、「破天荒なシングル・マザー」としての経験を書いた自伝的エッセイ『渚と澪と舵 ふうてんママの手紙』（題名は、三人の子の日本名）を1970年に刊行。新しい女の生き方を示して、多くのファンを得る。
アメリカに送られてきたファンレターを読み、日本で文筆生活をして生きていこうと決意し、同1970年帰国。アメリカ放浪中に、新聞の「男女交際欄」に自ら応募した体験などから、アメリカ人の寒々とした心象を描写した『淋しいアメリカ人』を翌1971年に刊行。大宅壮一ノンフィクション賞を受賞する。同書ではヒッピーやブラック・パワー等当時のアメリカで流行していたカウンターカルチャーに対して批判的な所見を述べるなど、奔放さとは異なる一面も見せている。
以降、女性の生き方についての本などを多数、執筆、翻訳する。1976年の『聡明な女は料理がうまい』はベストセラーに。その印税で、一家でニューヨーク郊外の緑あふれる高級避暑地であるイーストハンプトンの大きな借家で1年暮らした。その生活は著書、『マザー・グースと三匹の子豚たち』に描かれている。
また、1977年に創刊された女性雑誌「クロワッサン」が、1978年から「新しい女性の生き方を追う雑誌」に路線を変更すると、「カリスマ・シングル・マザー」として「生きかたの見本」として20代の読者たちから憧れの対象になる。だがこのことでのちに、1988年刊行の松原惇子『クロワッサン症候群』で批判された。
骨董の収集を趣味とし、1982年、45歳の時、12歳年下の美術鑑定家・エッセイストの勝見洋一と結婚。五年目から、署名捺印した離婚届をお互いが持ち、自由な関係にしておいた。
1987年、50歳で人生の「林住期」を宣言しバンクーバーの別邸を買い、「林住庵」と名づけて年の3分の1を住むようになる。
1990年代から、サントリー学芸賞社会・風俗部門選考委員を務めたが、2000年度、勝見がこの部門で受賞したことで、批判を受けた（ベスト・エッセイ集『象が歩いた』参照）。翌年、選考委員を辞任、また2002年、勝見とも離婚し友達関係に戻った。
2001年、勝美洋一、田村翔子とNHK BS ハイビジョン番組「味覚の迷宮　ベトナム　〜二つの大河　食の大紀行〜」に出演。
また、近年は気功を始めとした、スピリチュアリズムに傾倒している。1994年の著書『見えない海に漕ぎ出して』では、超能力、心霊治療、サイババの奇跡、インディアンの秘薬などについて書かれている。
2007年に70歳を迎えたことを期に、2008年1月から中目黒の自宅で私塾「森羅塾」を主宰する。
2014年頃にアルツハイマー型認知症と診断される。その後も量を減らしながらも仕事を続け、2016年5月からは自身の半生を綴るエッセイ『ペガサスの記憶』を雑誌で連載していたが、認知症の悪化により10か月で連載を中断した。同エッセイは子のかれん、ノエル、ローランドの3人によって書き継がれ、執筆中断から約5年後の2022年6月に小学館より発売された。

## 著作
単著
- 『渚と澪と舵』オリオン出版社 1970 のち「風の置手紙」と改題、角川文庫、原題に戻して文春文庫
- 『淋しいアメリカ人』文藝春秋 1971 のち文庫
- 『ボトムレスUSA 性的人間紀行』R出版 1971
- 『人間直言 桐島洋子対談集』ゆまにて出版 1974
- 『生きることを熱烈に愛する40のおはなし』じゃこめてい出版, 1975 「りんごの樹の下で」と改題、角川文庫
- 『女がはばたくとき 愛・自由・旅のノオト』PHP研究所 1975 のち角川文庫
- 『蒼空に出逢いを求めて』PHP研究所 1976 のち角川文庫
- 『聡明な女は料理がうまい 女ひとりの優雅な食卓から-パーティのひらき方まで』主婦と生活社 1976 のち文春文庫
- 『女ざかりの美学 優雅な成熟の季節に』じゃこめてい出版 1976 のち角川文庫
- 『大統領まで裸になって ボトムレスUSA軽紀行』住宅新報社 1976
- 『さよならなんてこわくない』日本交通公社出版事業局 1977 のち角川文庫
- 『マザー・グースと三匹の子豚たち』文藝春秋 1978 のち文庫
- 『貴方にもこの潮風を樹の匂いを』文藝春秋 1978 のち角川文庫
- 『ふり向けば青い海 私の航跡ノート』じゃこめてい出版 1978 のち角川文庫
- 『おんなの愛情未来学』編著 講談社 1979
- 『女ざかりからの出発』文化出版局 1979 のち角川文庫
- 『比較男類学 ユニーク対談』日本交通公社出版事業局 1980
- 『男ざかりの美学』文藝春秋 1981 のち文庫
- 『マザーグースとお茶を 対談集 桐島洋子と9人の素晴らしき女性たち』婦人生活社 1981 のち角川文庫
- 『女ざかりからの旅』文化出版局 1982 のち角川文庫
- 『家族になるものこの指とまれ』文藝春秋 1983 のち文庫
- 『大草原に潮騒が聴える』文藝春秋(書下ろしノンフィクション) 1984　のち文庫
- 『カレンとノエルとママ洋子』角川文庫 1984
- 『牡蛎は饒舌だった 美食の貝合わせ』ティビーエス・ブリタニカ 1984 副題を正題にして角川文庫
- 『女の午后の胸さわぎ』角川書店 1986 のち文庫
- 『猫のようにしなやかに地球を歩こう』角川書店 1986
- 『虹子の冒険』光文社 1987
- 『魔女のホウキに乗っかって マザーグースと三匹の子豚たちの世界一周卒業旅行』ハイセンス出版 1988
- 『林住期が始まる 華やぎの午後のために』海竜社 1989
- 『林住期ノート 人生の秋を生きる』世界文化社 1990
- 『刻のしずく 続・林住期ノート』世界文化社 1991
- 『見えない海に漕ぎ出して 私の「神」探し』海竜社 1994
- 『林住期を愉しむ 水のように風のように』海竜社 1998
- 『ガールイエスタデイ わたしはこんな少女だった』フェリシモ 1999
- 『いつでも今日が人生の始まり! 50代からの気持ちのいい生き方・暮らし方』大和書房 2003　「50歳からのこだわらない生き方」文庫
- 『女が冴えるとき』グラフ社 2005
- 『残り時間には福がある』海竜社 2006
- 『骨董物語』講談社 2006
- 『バンクーバーに恋をする 大人の旅案内 カナダブリティッシュコロンビア』角川・エス・エス・コミュニケーションズ、2010
- 『聡明な女たちへ しなやかに生きる37章』大和書房 2010
- 『聡明な女は料理がうまい』アノニマ・スタジオ 2012
- 『人生はまだ旅の途中 いくつになってもお転婆ガール!』大和書房 2013
- 『ほんとうに70代は面白い』海竜社 2014
- 『凜とした女の選択』主婦と生活社、2015

共著
- 『つよい女は美しい 新おんな考』小沢遼子対談 ゆまにて出版 1974
- 『対談女が斬る』小沢遼子 講談社 1976
- 『男と女』池田満寿夫 講談社 1978 のち角川文庫
- 『知的野生教育 親が子に与えるべき“3つの自立"』竹村健一 祥伝社 1978
- 『聡明な女は身体を磨く』桐島ノエル共著 フェリシモ 1999
- 『ペガサスの記憶』桐島かれん、桐島ノエル、桐島ローランド共著 小学館 2022

訳書
- 女は凛々しく人生を料理する ソニア・フリードマン 三笠書房 1984
- 深層愛情学 キャロル・ボトウィン 三笠書房 1986
- 母親時代 いったいどんな母親かしら アーマ・ボンベック 加藤風美共訳 ダイナミックセラーズ 1987
- 母親って大変なんだからね! 元気が出る母の本 アーマ・ボンベック 加藤風美共訳 ダイナミックセラーズ出版 1993